# Paulini Béla
Paulini Béla János (Csákvár, 1881. június 20. – Baj, 1945. január 1.) magyar író, újságíró, illusztrátor.

## Életpálya
Édesatyja, Paulini Béla, ágostai hitvallású gazdatiszt, anyja, a római katolikus névedi és kisvezekényi Bokross Gizella asszony volt. Anyai nagyszülei névedi és kisvezekényi Bokross Pál (1839-1899) nyitravármegye első alszámvevője, megyebizottsági tag, az esztergomi székes-főkáptalan gazdatisztje, és Sztankovics Paulina asszony voltak.
A XX. század elején mint karikaturista dolgozott több hazai és külföldi élclapnál és A Nap című napilapnál. Mesekönyveit – amelyekkel megteremtette a magyar műmesét – saját maga illusztrálta. Harsányi Zsolttal közösen írta Kodály Zoltán Háry János (1926) című daljátékának szövegét. Megalapítója, szervezője és rendezője volt a népi hagyományok újjáélesztésére és színpadi bemutatására alakult Gyöngyösbokréta mozgalomnak (1931). Szerkesztésében jelent meg a Bokrétások Lapja. Népies táncjátékokat is írt.

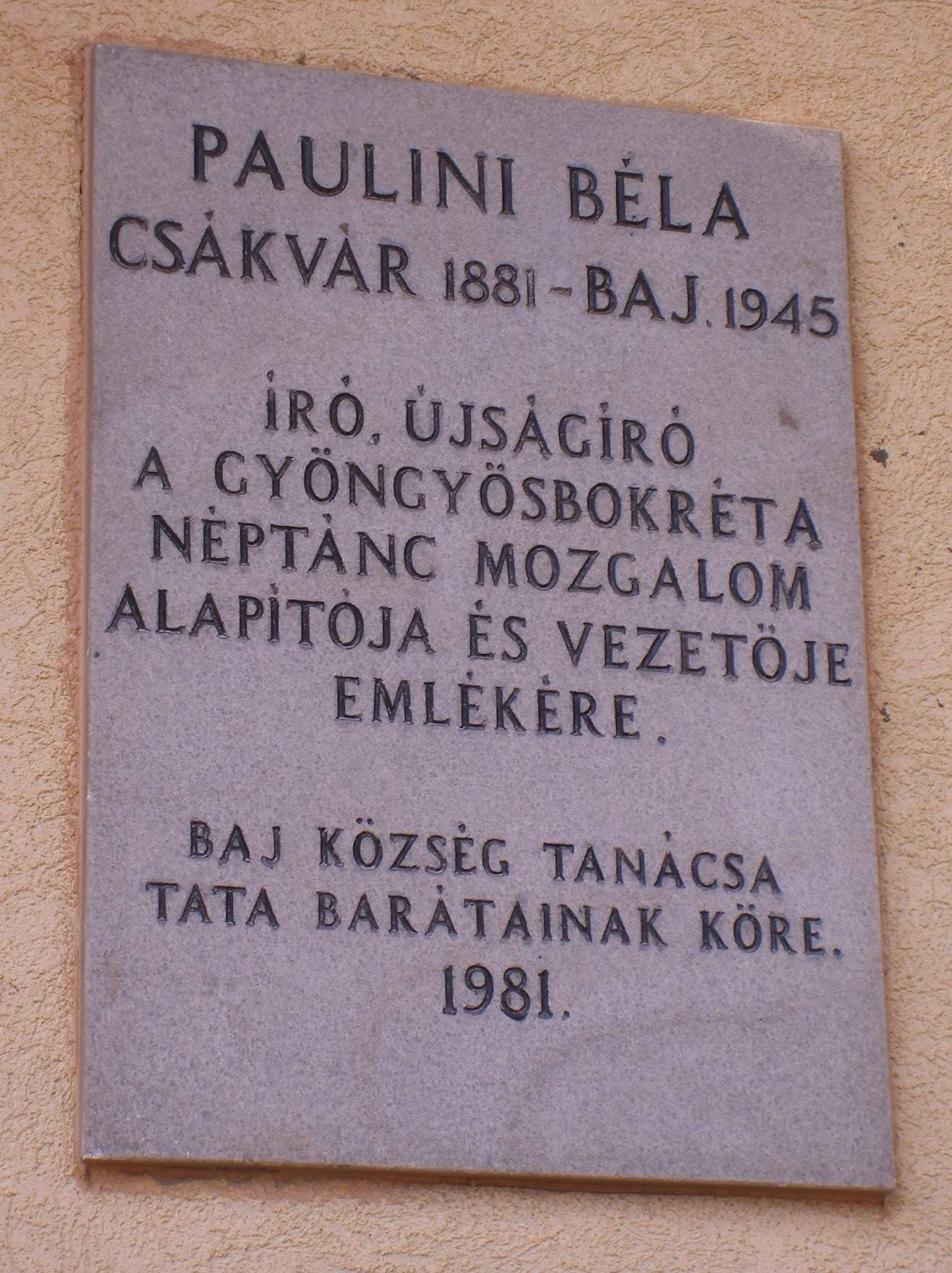
Baj – Paulini Béla emléktáblája az óvoda épületének falán

## Művei
- Emlékirataim (1914)
- A madárkocsi (mesék, 1938)
- A 10 esztendős Gyöngyösbokréta (1940)